# Nina Bott
Nina Bott née le 1er janvier 1978 à Hambourg, est une actrice allemande.

## Biographie

### Filmographie
- 1997–2005 : Au rythme de la vie (série télévisée)
- 2002–2003 : Hinter Gittern – Der Frauenknast (série télévisée)
- 2002 : Das beste Stück (TV)
- 2006 : Au cœur de la tempête (Die Sturmflut) (TV)
- 2006 : Unter den Linden – Das Haus Gravenhorst (série TV)
- 2007 : SOKO Kitzbühel (série TV)
- 2007 : Rosamunde Pilcher – Flügel der Hoffnung
- 2007 : Ein unverbesserlicher Dickkopf (TV)
- 2007 : Alerte Cobra (Alarm für Cobra 11 – Die Autobahnpolizei) (1 épisode)
- 2008–2010 : Le Rêve de Diana (Alles was zählt) (série télévisée)
- 2008 : Das Traumhotel – Karibik (série télévisée)
- 2009 : Histoires d'amour et d'amitié (Sommermond) (TV)
- 2010 : Countdown – Die Jagd beginnt (série télévisée)
- 2011–2012 : Verbotene Liebe (série télévisée)
- 2011 : Emilie Richards – Sehnsucht nach Sandy Bay
- 2011 : Das Traumschiff – Kambodscha (série télévisée)
- 2012 : SOKO Stuttgart – Herbstzeitlose (TV)
- 2012 : In aller Freundschaft (série télévisée)
- 2013 : Heiter bis tödlich (série télévisée)